# Нови Загреб — исток
Нови Загреб — исток је градска четврт у управном уређењу града Загреба.
Градска четврт је основана Статутом Града Загреба 14. децембра 1999, и чини половину традиционалног дела Загреба званог Нови Загреб.
По подацима из 2001. површина четврти је 16,54 km², а број становника 65.301.
Године 1961. на том подручју је живело око 3.500 становника.
Четврт обухвата Бузин, Дугаве, Хрелић, Јакушевец, Слобоштину, Сопот, Средишће, Травно, Утрине, Велико Поље и Запруђе.
Знаменитости четврти су парк и језеро Бундек и Музеј савремене уметности (у изградњи).
У четврти се налази и одлагалиште отпада „Јакушевец“, као и сајам аутомобила и половне робе у Хрелићу.